# العائلة كاسيني
العائلة كاسيني (بالفرنسية: Famille Cassini)‏ هي عائلة من أصل إيطالي، حصلت على الجنسية الفرنسية. تضم هذه العائلة سلسلة من أربعة علماء فلك وخرائط مشهورين، الواحد منهم أب من يليه. أطلق عليهم اسم كاسيني الأول وكاسيني الثاني وكاسيني الثالث وكاسيني الرابع.

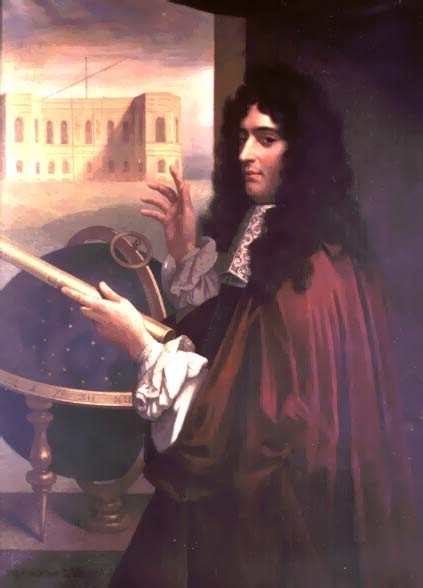
Giovanni Domenico Cassini. في المستوى الخلفي، مرصد باريس أولَ مدير له